# Zervas and Pepper
Zervas and Pepper je velšská hudební skupina. Vznikla v roce 2007 v Cardiffu a tvoří ji zpěvačka Kathryn Pepper a kytarista a zpěvák Paul Zervas. V letech 2008 a 2009 skupina vydala dvě EP (vydala je jimi založená nezávislá společnost Zerodeo Records). První dlouhohrající desku nazvanou Somewhere in the City skupina vydala v květnu 2011, zatímco druhá s názvem Lifebringer vyšla o dva roky později. Album Lifebringer bylo nominováno na Welsh Music Prize.